# Sveriges Tandteknikerförbund
Sveriges Tandteknikerförbund är en gemensam branschorganisation för laboratorieägare och tandtekniker som arbetar för att stärka de tandtekniska laboratoriernas konkurrenskraft, samt för att marknadsföra skickliga tandtekniker.
Sveriges Tandteknikerförbund representerar medlemmarna inför myndigheter och organisationer, främjar utbildning och forskning och arbetar för att marknadsföra laboratorierna och yrket. 
Förbundet samarbetar i branschfrågor med nordiska och övriga europeiska laboratorieorganisationer genom FEPPD.

## Organisationsstruktur
Sveriges Tandteknikerförbund är en ideell förening som äger ett servicebolag som heter Sveriges Tandteknikerförbunds Service AB. Det finns en regional organisation med kretsar/nätverk.

## Medlemstidning
Sveriges Tandteknikerförbunds medlemstidning, Tandteknikern, är branschens egen tidning för alla tandtekniker och laboratorier. Tidningen vänder sig också till andra inom det medicintekniska området samt till tillverkare och leverantörer.
Tandteknikern utkommer med 6 nummer per år, tre på våren och tre på hösten. 